# Top Volley Latina
Pour les articles homonymes, voir Latina.
Maillots
Le Top Volley Latina (connu également sous les noms de différents sponsors principaux au cours de son existence) est un club de volley-ball basé à Latina qui a été fondé en 1972, et évolue au plus haut niveau national (Serie A1).

## Historique

Ancien logo.

- 1972 : fondation du Pallavolo Cori
- 1996 : accession à la Serie A2
- 1998 : le club est transféré à Latina et prend le nom de Latina Volley
- 2001 : accession à la Serie A1
- 2005 : le club se renomme en Top Volley
- 2009 : nouvelle promotion en série A1 et victoire en Coupe d'Italie A2

### Sponsoring
- 1996-1997 : Icom Cori Latina
- 1997-1998 : ?
- 1998-2004 : Icom Latina
- 2004-2005 : Acqua&sapone Icom Latina
- 2005-2006 : Benacquista Assicurazioni Latina
- 2006-2007 : Maggiora Latina
- 2007-2014 : Andreoli Latina
- 2014-2015 : Top Volley Latina
- 2015-2016 : Ninfa Latina
- 2016-2017 : Top Volley Latina
- 2017-2019 : Taiwan Excellence Latina
- 2019- : Top Volley Cisterna

## Palmarès
| Compétitions nationales                    | Compétitions internationales |
| - Coupe d'Italie A2 (1) - Vainqueur : 2009 | - Néant                      |

## Joueurs et personnalités du club

### Entraîneurs
Le tableau suivant présente la liste des entraîneurs du club depuis 1996.
| Rang | Nom               | Période         |
| ---- | ----------------- | --------------- |
| 1    | Boris Kolchin     | 1996-1997       |
| 2    | ?                 | 1997-1998       |
| 3    | Alberto Di Mattia | 1998-1999       |
| 4    | Roberto Lobietti  | 1999-2000       |
| 5    | Roberto Santilli  | 2000-2002       |
| 6    | Piero Molducci    | 2001-janv. 2004 |

| Rang | Nom                | Période              |
| ---- | ------------------ | -------------------- |
| 7    | Roberto Santilli   | Janv. 2004-oct. 2005 |
| 8    | Leopoldo Eramo     | Oct. 2005-nov. 2005  |
| 9    | / Ljubomir Travica | Nov. 2005-2006       |
| 10   | Flavio Gulinelli   | 2006-2008            |
| 11   | Daniele Ricci      | 2008-nov. 2009       |
| 12   | Giampaolo Medei    | Déc. 2009-2011       |

| Rang | Nom                  | Période         |
| ---- | -------------------- | --------------- |
| 13   | Silvano Prandi       | 2011-2013       |
| 14   | Roberto Santilli     | 2013-janv. 2014 |
| 15   | Dario Simoni         | Janv. 2014-2014 |
| 16   | Gianlorenzo Blengini | 2014-2015       |
| 17   | Camillo Placì        | 2015-2016       |
| 18   | Vincenzo Nacci       | 2016-oct. 2016  |

| Rang | Nom               | Période        |
| ---- | ----------------- | -------------- |
| 19   | Daniele Bagnoli   | Nov. 2016-2017 |
| 20   | Vincenzo Di Pinto | 2017-          |

### Effectif de la saison en cours
| No                                      | Nom                                     | Date de naissance                       | Taille                       | Poids                        | Poste                        |
| --------------------------------------- | --------------------------------------- | --------------------------------------- | ---------------------------- | ---------------------------- | ---------------------------- |
| 1                                       | Jason De Rocco                          | 19 septembre 1989                       | 201                          | 91                           | Réceptionneur-attaquant      |
| 2                                       | Davide Candellaro                       | 7 juin 1989                             | 200                          | 85                           | Central                      |
| 3                                       | Salvatore Rossini                       | 13 juillet 1986                         | 184                          | 80                           | Libero                       |
| 4                                       | Carmelo Gitto                           | 3 juillet 1987                          | 200                          | 85                           | Central                      |
| 5                                       | Daniele Sottile                         | 17 août 1979                            | 186                          |                              | Passeur                      |
| 7                                       | Peter Michalovič                        | 26 mai 1990                             | 200                          | 90                           | Attaquant                    |
| 8                                       | Todor Skrimov                           | 9 janvier 1990                          | 192                          | 85                           | Réceptionneur-attaquant      |
| 9                                       | Pieter Verhees                          | 8 décembre 1989                         | 205                          | 107                          | Central                      |
| 10                                      | Daniele Tailli                          | 24 juillet 1993                         | 194                          | 81                           | Libero                       |
| 11                                      | Matteo Paris                            | 13 septembre 1989                       | 192                          | 80                           | Passeur                      |
| 12                                      | Sergio Noda Blanco                      | 23 mars 1987                            | 190                          | 87                           | Réceptionneur-attaquant      |
| 13                                      | Francesco Fortunato                     | 23 juillet 1987                         | 201                          | 91                           | Central                      |
| 15                                      | Saša Starović                           | 19 octobre 1988                         | 207                          | 89                           | Attaquant                    |
| 16                                      | Andreas Fragkos                         | 21 décembre 1989                        | 201                          | 93                           | Réceptionneur-attaquant      |
| 18                                      | Maurice Torres                          | 6 juillet 1991                          | 201                          | 91                           | Attaquant                    |
|                                         |                                         |                                         |                              |                              |                              |
| Encadrement technique                   | Encadrement technique                   |                                         | Légende                      | Légende                      | Légende                      |
| Entraîneur : Roberto Santilli           | Entraîneur : Roberto Santilli           | Entraîneur : Roberto Santilli           | : Capitaine                  | : Capitaine                  | : Capitaine                  |
| Entraîneur(s) adjoint(s) : Dario Simoni | Entraîneur(s) adjoint(s) : Dario Simoni | Entraîneur(s) adjoint(s) : Dario Simoni | : Joueur blessé actuellement | : Joueur blessé actuellement | : Joueur blessé actuellement |

| Équipe type : Andreoli Latina                                                                            |
| \| Sottile · # 5 De Rocco · # 1 Verhees · # 9 Starović · # 15 Skrimov · # 5 Gitto · # 4 Rossini · # 3 \| |
| Sottile · # 5 De Rocco · # 1 Verhees · # 9 Starović · # 15 Skrimov · # 5 Gitto · # 4 Rossini · # 3       |

| Sottile · # 5 De Rocco · # 1 Verhees · # 9 Starović · # 15 Skrimov · # 5 Gitto · # 4 Rossini · # 3 |

### Joueurs emblématiques
- Paolo Torre (passeur, 2,01 m)
- Dominique Daquin (central, 1,97 m)
- Renaud Herpe (réceptionneur-attaquant, 1,97 m)
- Rafael Pascual (réceptionneur-attaquant, 1,94 m)
- Vladimir Batez (réceptionneur-attaquant, 1,94 m)
- / Andrija Gerić (central, 2,03 m)
- / Vladimir Grbić (réceptionneur-attaquant, 1,93 m)
- / Goran Vujević (réceptionneur-attaquant, 1,92 m)
- Aleksandr Berezine (réceptionneur-attaquant, 2,00 m)
- Angel Dennis (réceptionneur-attaquant, 1,94 m)
- Gustavo Endres (central, 2,03 m)
- Henrique Randow (central, 2,01 m)